# 산굼부리
산굼부리(山穴凹/山仇音夫里)는 대한민국 제주특별자치도 제주시 조천읍 교래리에 있는 분화구 모습의 오름으로, 제주도 유일의 함몰형 측화산이다. 1979년 6월 18일, 대한민국의 천연기념물 제263호로 지정되었다.

## 위치
산굼부리 분화구의 깊이는 약 100m, 지름은 600m가 넘는다. 한라산의 기생화산 분화구로 다른 분화구와 달리 낮은 평지에 커다란 분화구가 생성되어 있어 화구의 모양이 진기하다.
바깥둘레 2,067m, 안둘레 756m, 높이 100∼146m의 원추형 절벽을 이루는 화구는 바닥넓이만도 약 8,000평이나 된다. 화구 주위의 지면은 높이 400m인 평지이고 화구 남쪽에 높이가 최고 438m인 언덕이 있을 뿐이다.
따라서, 주위의 평지보다 5∼30m 더 높은 것에 불과한 산굼부리분화구는 전혀 높은 화산체를 가지지 않는 화산의 화구임이 특징이다. 이렇게 분화구의 높이가 낮고 지름과 깊이가 백록담의 화구보다도 더 큰데 물은 고여 있지 않다. 이는 산굼부리의 형성과정을 알게 해준다.

## 전해오는 이야기
산굼부리는 용암을 거의 분출하지 않고 폭발에 의하여 구멍만 깊숙이 팼으며, 폭발로 인한 물질은 사방으로 던져지고 소량만 주위에 쌓였다. 또한, 화구에 내린 빗물은 화구벽의 현무암 자갈층을 통하여 바다로 흘러나간다.
이런 화구를 마르(Maar)라고 하는데 한국에서는 산굼부리가 유일하며 세계적으로는 일본과 독일에 몇 개 알려져 있다.
하지만, 최근 연구에 의하면 산굼부리는 형태는 마르(Maar)이나 함몰되어 생겨진 함몰화구로 밝혀졌다. 현재 밝혀진 연구로는 제주도 하논분화구가 한국의 유일한 마르(Maar)화구이다
산굼부리는 평지에 있는 분화구로서 ‘산이 구멍난 부리’라는 말 뜻대로 특이한 형태일 뿐만 아니라, 분화구 안에는 원시상태의 식물군락이 완벽하게 보존되어 있어 관광과 학술적으로 그 가치가 높아 1976년에 천연기념물로 지정되었다. 제1횡단도로에서 표선면 성읍리·표선리로 연결되는 도로가 개설, 포장되어 주요 관광코스의 하나가 되었다.

## 최근 연구
산굼부리 식물상을 조사한 결과 개족도리풀·새끼노루귀·각시족도리풀 등 한국 특산식물과 생달나무·참식나무·동백나무·제주광나무 등 다양한 상록수종과 개면마·일엽초 등 고사리류와 남오미자·새우란 등지 총 77과 174종이 확인됐다.
동물상인 경우 포유류는 제주등줄쥐·오소리·노루 등 3종과 양서 • 파충류는 북방산개구리 1종만 확인됐다.
조류는 주종을 이루는 떼까마귀와 법정보호종인 천연기념물 두견이 • 팔색조 등 2종 3개체 및 멸종위기 야생생물 2급인 팔색조와 긴꼬리딱새(삼광조) 등 2종 2개체가 관찰됐다.
곤충류는 총 12목 50과에 속하는 177종이 확인됐고 그 중 멸종위기 야생생물 2급인 애기뿔쇠똥구리가 확인됐다.
특히 제주 산굼부리 분화구의 성인(成因)설로 잘못알려져 정설화된 ‘마르(Maar)형 분화구’를 ‘피트(Pit)형 분화구’로 확인했다.

## 산굼부리의 모습

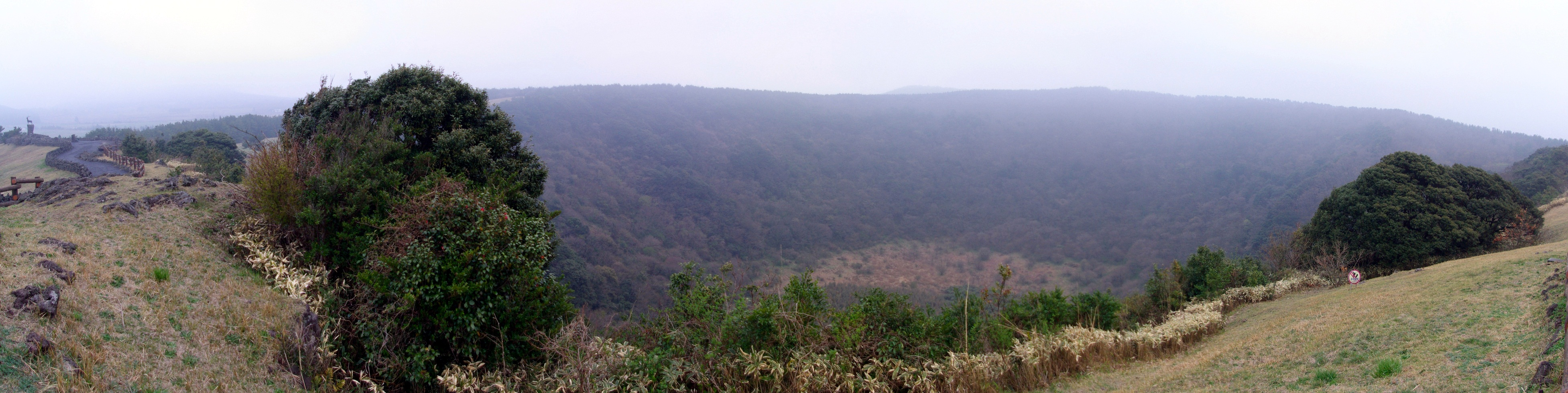
산굼부리 정상에서 바라본 분화구 (파노라마 사진)

산굼부리 정상의 망원경을 이용하려면 대한민국 화폐 500원이 필요하다.

## 같이 보기
- 한라산
- 화구
- 마르
- 칼데라
- 오름

## 참고 문헌
- 산굼부리 - 국가유산청 국가유산포털